# 千乘桥
26°57′33″N 119°00′48″E / 26.95917°N 119.01333°E
千乘桥位于中国福建省寧德市屏南县棠口镇棠口村，是一座木拱廊桥。2006年作为闽东北廊桥的一部分被列为第六批全国重点文物保护单位。
千乘桥始建于南宋，明末毁于洪水，清康熙五十四年（1715年）重建，嘉庆十四年（1809年）又毁于洪水，二十五年（1820年）再次重建。桥南北走向，跨于棠口溪上，一墩二孔，长62.7米，宽4.9米。桥旁有道光二年（1822年）千乘桥志碑一通。